# Японська естетика

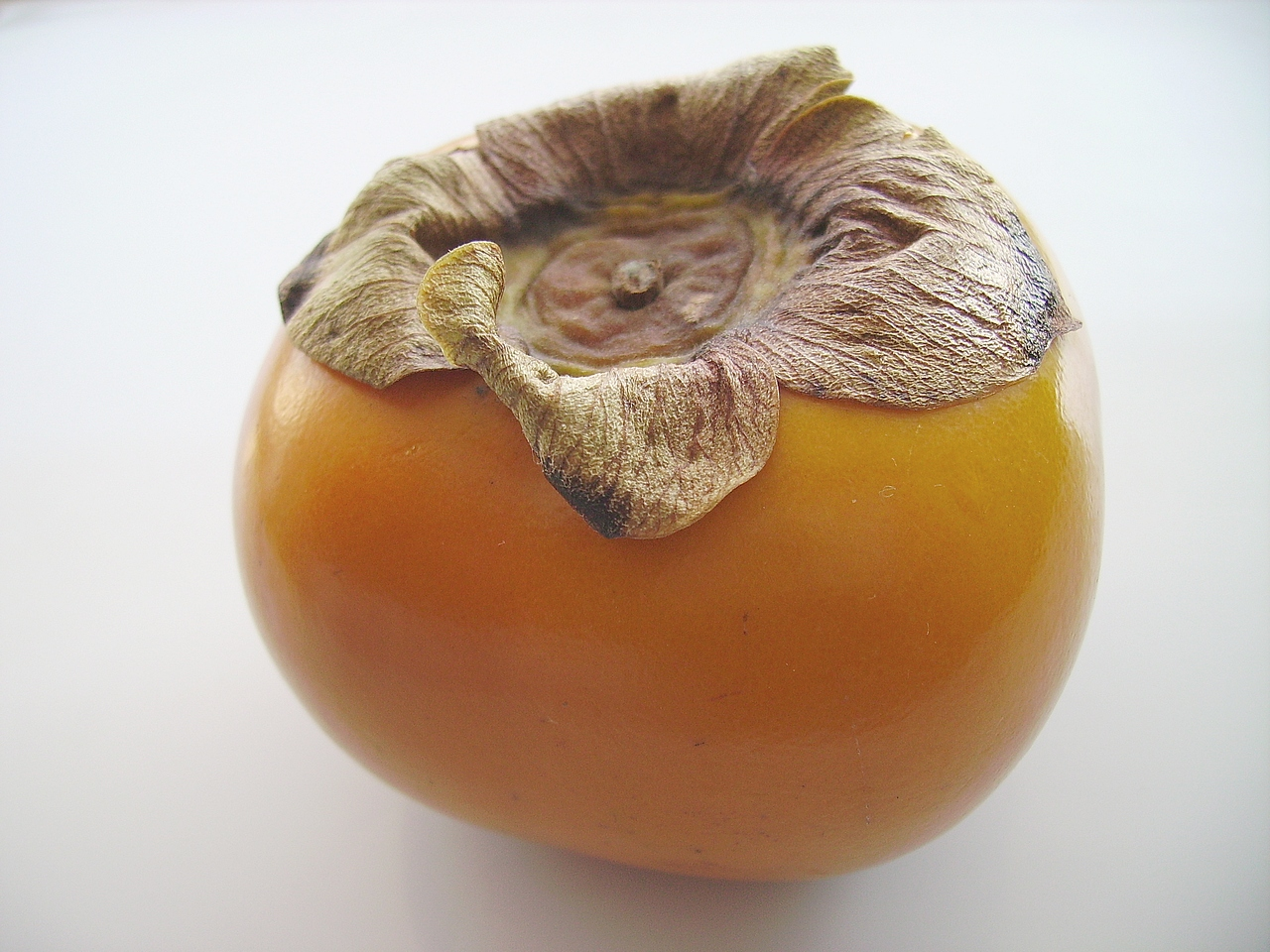
Від гіркувато-терпкого смаку незрілої хурми («сібуй») походить один із центральних термінів японської естетики — «сібуса»

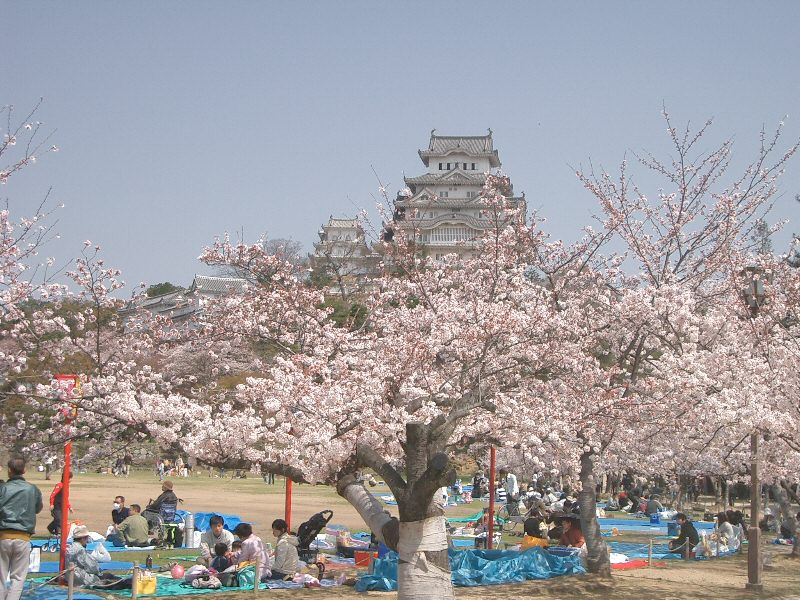
Милування квітами на тлі Замку Хімедзі

Японська естетика — система естетичних концепцій і уявлень про красу та добрий смак, які лежать в основі традиційної та сучасної японської культури. Японська естетика спирається на низку давніх ідеалів, які включають в себе вабі (скороминущу й сувору красу), сабі (красу природної патини і в'янення) та юген (глибоку таємничість і витонченість). Ці та інші ідеали описують більшість японських культурних і естетичних норм краси та доброго смаку. Якщо Західна цивілізація сприймає естетику як філософію (в її теоретичному вимірі), то в Японії концепцію естетики розглядають як невіддільну частину щоденного життя..

## Синтоїзм і буддизм
Синтоїзм вважається тим феноменом, що стоїть біля витоків японської культури Наголошуючи на цілісності природи й особистості в етиці, а також приділяючи особливу увагу природним пейзажам він задає тон японської естетики. Проте ідеали японській естетики більшою мірою зазнали впливу японського буддизму в буддійській традиції всі речі розглядаються як такі, що або еволюціюють з «ніщо», або розчиняються в ньому. Однак «ніщо» є не просто порожнім простором. Це радше простір потенційних можливостей. Наприклад, якщо море розглядати як «простір можливостей», то кожна річ подібна до хвилі, що виникає з моря, й повертається назад. Не існує незмінних хвиль: на жодному з етапів свого існування хвиля не є завершеною, навіть на своєму піку. Таким чином, природа розглядається тут як динамічна єдність, яку слід цінувати і шанувати. Така оцінка природи є фундаментальною для багатьох японських естетичних ідеалів, мистецтва та інших елементів культури. З цього погляду японське уявлення про мистецтво (як і саме це поняття) так само відрізняються від прийнятого в західній традиції.

## Вабі-сабі

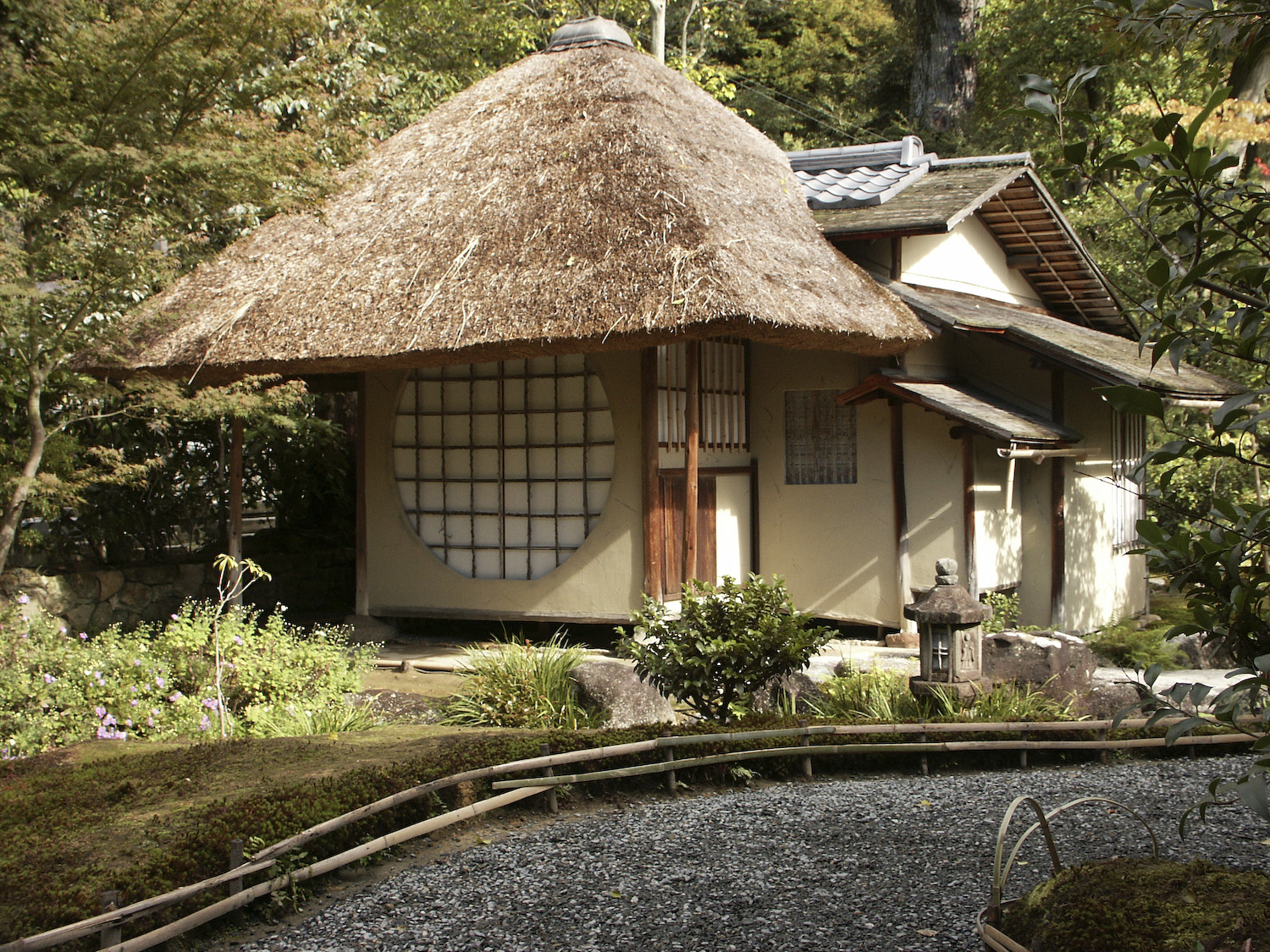
Чайний будиночок в Кіото є прикладом естетики вабі-сабі

Принципи вабі і сабі передбачають вдумливий підхід до щоденного життя. З часом їхнє значення частково збігалися, тож вони були об'єднані у подвійне поняття вабі-сабі, естетику недосконалої, непостійної та неповної краса речейРечі, що перебувають у стані становлення або руйнації, більшою мірою викликають думки про «вабі-сабі», ніж речі у повному розквіті своєї краси, оскільки перші припускають ідею швидкоплинності речей. Оскільки всі речі приходять і відходять, «вабі-сабі» демонструє ознаки приходу й відходу, йі ці ознаки вважаються прекрасними. З цієї перспективи краса пов'язується з особливим станом свідомості і може бути побачена в банальному і простому. Ознаки природи можуть бути настільки непримітними, що потрібний спокійний розум і витончений погляд, щоб їх розпізнати. Філософія дзен пропонує 7 естетичних ознак, що реалізують «вабі-сабі»:

фукінсей — асиметрія, неправильність;
кансо — простота;
коко — обмеженість, вживаність;
сідзен — відсутність претензійності, природність;
юген — тонка глибока витонченість, неочевидність;
дацудзоку — неконвенційність, свобода;
сейдзяку — спокій, тиша.

Принципи, згадані вище можна віднайти у природі, це також можуть бути чесноти людського характеру чи норми поведінки. Це, в свою чергу, передбачає, що чеснота і ввічливість можуть бути пов'язані між собою завдяки розумінню мистецтва. Отже, естетичні ідеали мають етичну конотацію і пронизують більшу частину японської культури

## Міябі

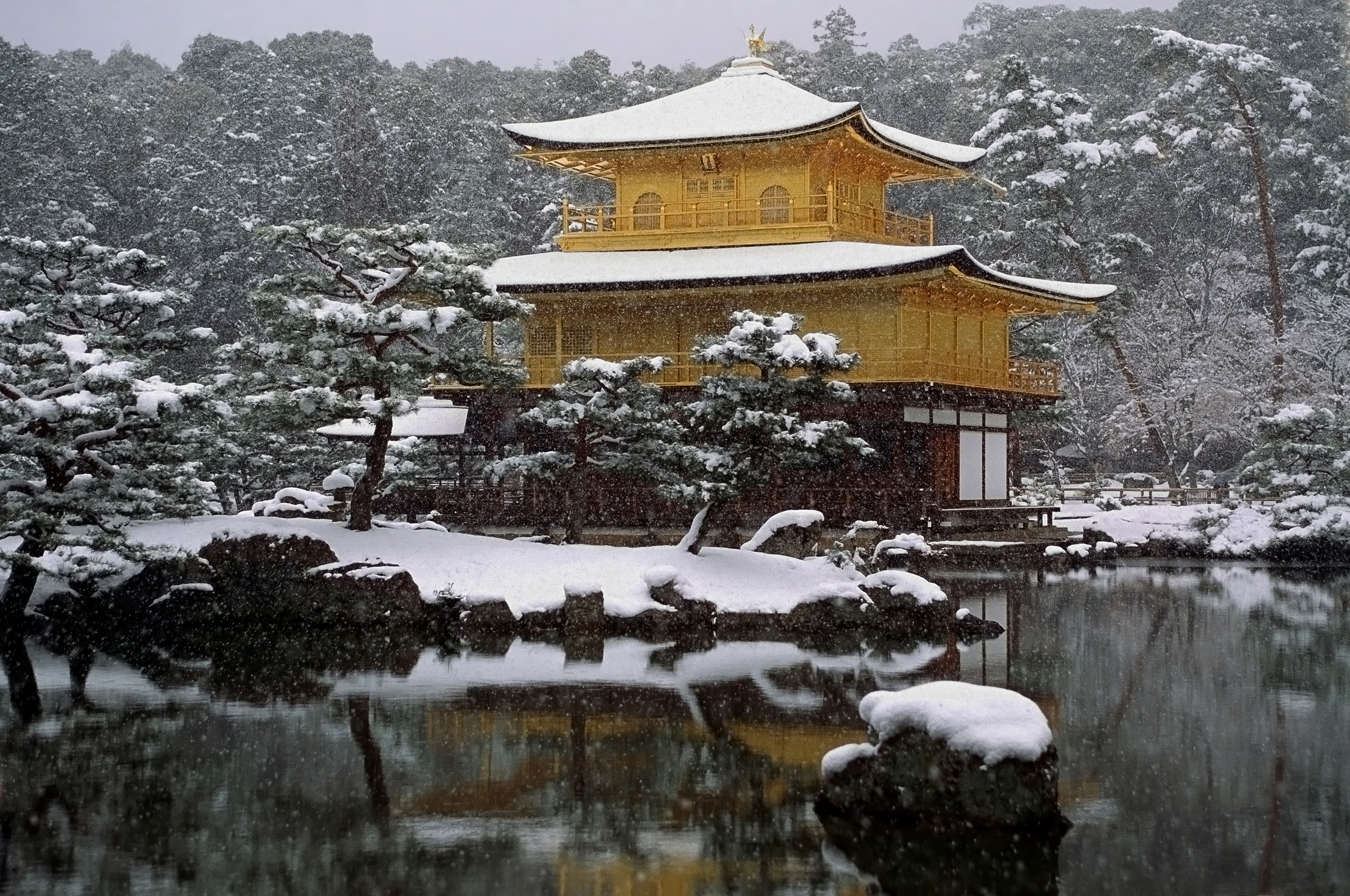
Монастир золотого павільйону

Міябі (雅) є одним з найстаріших традиційних японських естетичних ідеалів, хоча, можливо, менш поширений, ніж «ікі» або вабі-сабі. Сучасною японською мовою це слово зазвичай перекладається як «елегантність», «витонченість» або «вишуканість. Аристократичний ідеал „міябі“ вимагав усунути все абсурдне або вульгарне. Він полягав у відточувані манер, стилю і почуттів, щоб позбутися будь-якої жорсткості та грубості і досягти найвищої витонченості. „Міябі“ виражає ту чутливість до краси, яка була відмінною рисою періоду Хейан. „Міябі“ часто пов'язують з поняттям Моно-но аваре: солодко-гірким усвідомленням швидкоплинності речей. Тому вважалося, що речі в стані занепаду виражають сильне почуття „міябі.“

## Ікі
Ікі (いき, 粋) є традиційним естетичним ідеалом в Японії. Вважається, що принцип Ікі сформувався серед міського купецького стану в Едо в період Токугави (1603—1868). «Ікі» виражає простоту, витонченість, спонтанність та оригінальність, проте без надмірної вишуканості претензійності та складності. «Ікі» може означати особистісну рису або ж відноситися до штучних явищ, які є проявом людської волі або свідомості. «Ікі» не використовується для опису природних явищ, але може знайти своє вираження в оцінці людиною природної краси або в природі людини. В японській культурі термін «ікі», застосований щодо людини, зазвичай використовується для опису особливо естетично привабливих якостей і є почесним компліментом. Незважаючи на схожість «ікі» з «вабі-сабі» (спільна риса: відкидання досконалості), «Ікі» охоплює також і широке коло інших характеристик, пов'язаних з вишуканістю і витонченістю. Не позбавлені смаку прояви чутливості так само можуть бути «ікі». Тож таким чином «Ікі» може мати й еротичний підтекст. Хоча етимологічно ікі має корінь, який означає чистоту і неприхований характер, проте цей корінь також має значення «спрага (або смак) життя».

## Ябо
Термін «ябо» (野暮) можна перекласти, як «необроблений», «примітичний», «сирий». Насамперед «ябо» сприймається як протилежне поняття до «ікі».
Навідміну він багатозначного поняття ікі, термін «ябо» залишається доволі вузьким. В сучасній японській мові терміном «ябо» можуть позначати й деякі промислові товари. Наприклад, коли через дещо грубуватий дизайн навіюється думка про практичність використання такого предмета (напр. великі кнопки на мобільному телефоні для людей похилого віку або великі перемикачі та кнопки в автомобілі з великими написами на них катаканою замість складних кандзі.

## Сібуса, сібуй

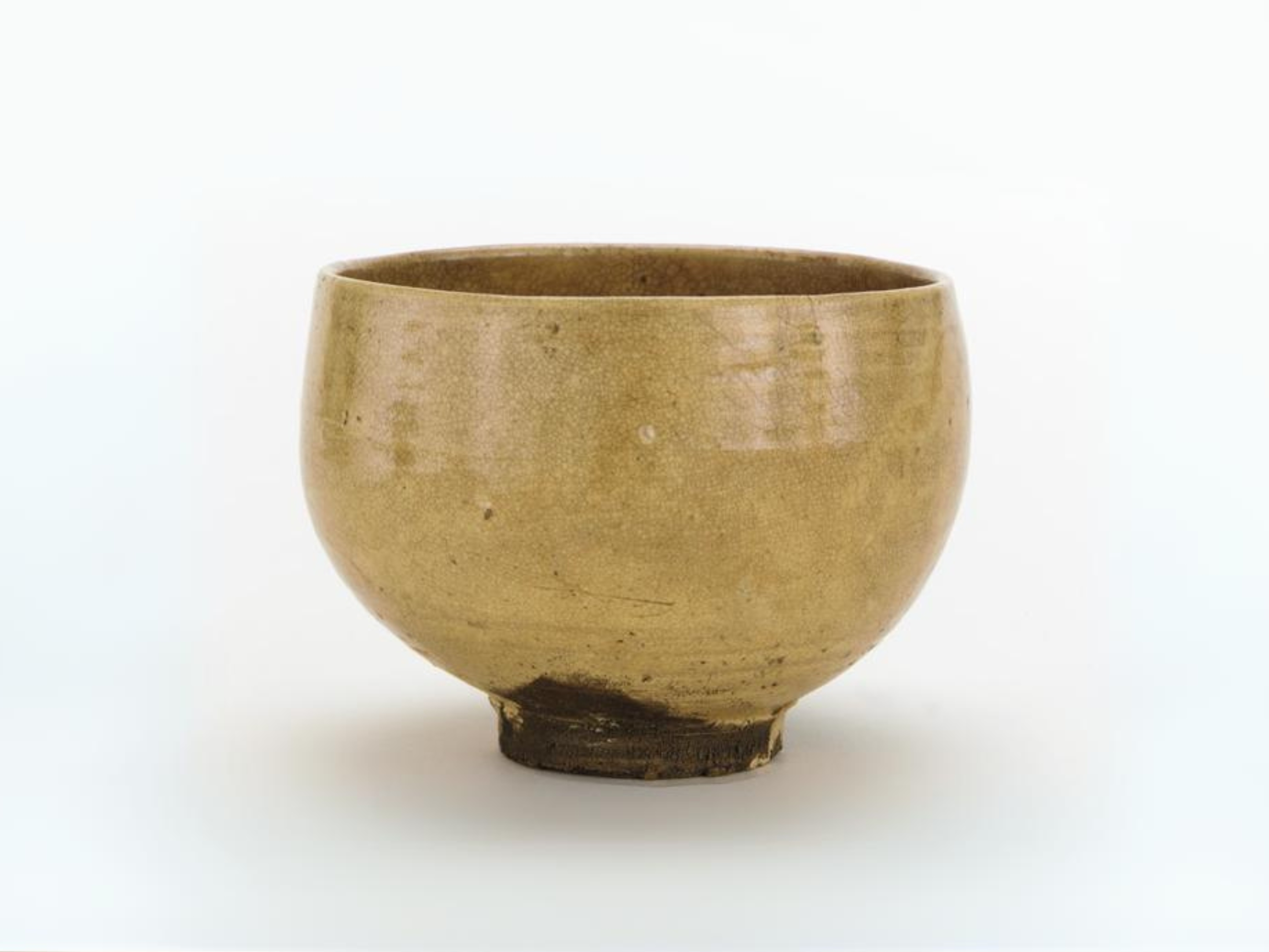
Чашка чаван XVIII століття демонструє принципи есетики сібуй

Сібуй (渋 い) (прикметник), сібумі (渋 み) або сібуса (渋さ) (іменник) — це японські терміни, які відносяться до естетики простої, тонкої та ненав'язливої краси. Термін «сібуй» виник у період Муроматі (1336—1392) й спочатку означав гіркувато-терпкий смак незрілої хурми. Термін «Сібуй» зберіг цей буквальний сенс і досі є антонімом амаї (甘 い), що означає «солодкий». Подібно до інших японських естетичних термінів, таких як «ікі» або «вабі-сабі», «сібуй» може застосовуватися до широкого кола предметів, а не лише до мистецтва чи моди.
Поняття «Сібуса» включає в себе такі суттєві якості:
- Об'єкти «сібуй» виглядають загалом простими, але вони включають в себе тонкі деталі, такі як текстури, які поєднують простоту зі складністю.
- Цей баланс простоти й складності гарантує, що певний виріб у стилі «сібуй» не набридає, в ньому з часом відкриваються нові значення, а це збагачує красу предмета та підвищує його естетична цінність.
- «Сібуса» не слід плутати з «вабі» або «сабі». Хоча багато об'єктів «вабі» або «сабі» — це «сібуй», не всі об'єкти «сібуй» є «вабі» або «сабі». Об'єкти «вабі» або «сабі» можуть бути більш строгими та іноді навмисно виставляють недосконалість до такої міри, що можуть здаватися штучними. Об'єкти «сібуй» не обов'язково недосконалі або асиметричні, хоча вони можуть включати такі якості.
- «Сібумі» проводить тонку грань між контрастними естетичними поняттями, такими як елегантний і грубий, спонтанний і стриманий.

Особливу роль в утвердженні стилю «сібуса» відігравав імператорський дім. У часи панування сьогунату, який демонстрував свою могутність особливо пишним оздобленням власних споруд та численними їх прикрасами, імператорська родина демонструвала свою претензію на владу через витончену стриманість. Показовим у цьому плані є святилище Ісе. Особливий стиль цієї споруди «сінмей-дзукурі» (яп. 神明造) полягає в тому, що при будівництві використовувалося стругані, але не шліфовані дерев'яні бруси, з яких було споруджено прості стіни, рівний щипець з рівним гребенем даху. Звис підпирають зовнішні стовпи. Загалом лінійна форма цього святилища створює враження строгості й різко контрастує із запозиченими з Китаю вигнутими формами. Оскільки імператорська родина легітимізувала свою владу зв'язком з японськими божествами, для неї було важливо, щоб стиль святилища Ісе був вільний від іноземних (китайських) впливів. Окрім того, тут був і фінансовий аспект, адже імператорська родина не мала достатньо коштів, щоб дозволити собі новий екстравагантний стиль будівництва. Таким чином, заощаджуючи кошти, імператор міг ще й продемонструвати свою прихильність до суто японських традицій. Близькою до стилю сібуса є естетика «раку» (пор. кераміка раку).

## Юген

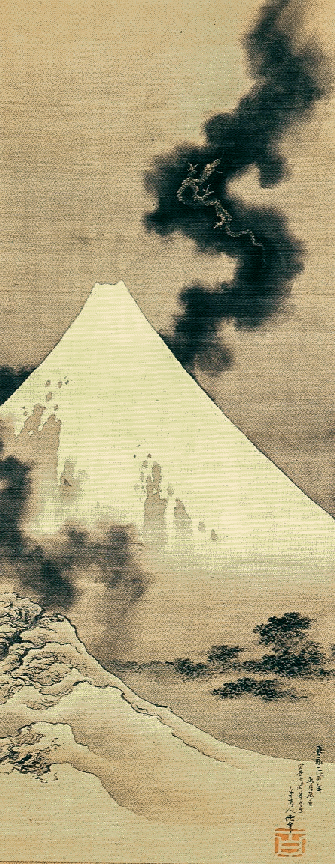
Приклад зображення юген: Димний дракон, що залишає гору Фудзі

Юґен (幽 玄) — важливе поняття в традиційній японській естетиці. Точний переклад цього терміна залежить від контексту. У китайських філософських текстах, звідки був запозичений термін, юген означав «туманний», «глибокий» або «таємничий». У критичних працях про японську поезію вака термін використовувався для опису тонкої, невловної глибини речей, на яку можна лише натякнути у віршах. Також один з десяти ортодоксальних стилів поезії, виділених японським поетом і філософом Фудзівара но Садаїе в його трактатах також називається юген.
Юген описує щось таке, що залишається за рамками вербального вираження, однак не відносить це щось до якогось іншого, потойбічного світу. Тут ідеться про реальний досвід.

Нижче наводяться деякі приклади юген: 
 «Спостерігати як сонце опускається за пагорб, вкритий квітами. Блукати у величезному лісі, не думаючи про повернення. Стояти на березі й дивитися вслід човнові, який зникає за далекими островами. Споглядати політ диких гусей, помічених і загублених серед хмар. Бачити тонкі тіні бамбука на бамбуку». Дзеамі Мотокійо 
Дзеамі Мотокійо був засновником театру драматичного мистецтва, він також написав класичну працю про драматичну теорію (Kadensho). Мотокійо постійно використовував образи природи як метафору. Наприклад, «сніг у срібній чаші» у нього — «квітка спокою». У його інтерпретації юген означає «Глибоке, таємниче почуття краси всесвіту… і сумну красу людських страждань». Юген також використовується Дзеамі Мотокійо для позначення «вишуканої елеґантності».

## Енсо

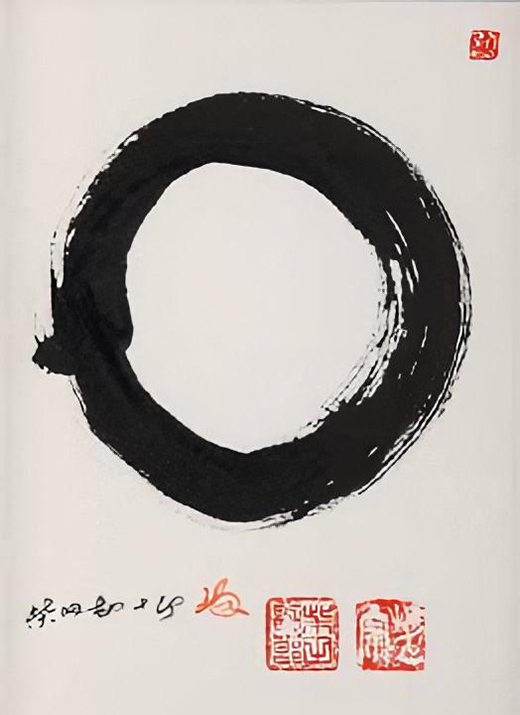
Каліграфія Енсо авторства Кандзюо Сібати XX
Енсо бл. 2000

Енсо (円相) — японське слово, що означає «коло». Енсо символізує абсолютність, просвітлення, силу, елеґантність, всесвіт та порожнечу. Енсо також можна розглядати як символ самої японської естетики. Каліграфи дзен буддизму «вважають, що характер художника повністю проявляється в тому, як він чи вона малюють енсо. Лише ментально та духовно досконала людина здатна намалювати справжнє енсо. Деякі митці щодня практикуються в малюванні енсо, що є своєрідною духовною вправою».

## Дзо-ха-кю
Дзо-ха-кю (序破急) — концепція модуляції та руху, що застосовується в дуже багатьох традиційних японських мистецтвах. Приблизний переклад цього потрійного терміну «початок, пауза, прискорення». Концепція «дзо-ха-кю» описує темп, що починається повільно, прискорюється, а потім раптово закінчується. Ця концепція застосовується в чайній церемонії, кендо, традиційному театрі, в музичному жанрі ґаґаку, а також в поетичних жанрах ренґа і ренку.

## Ґейдо

Права половина Сосновий ліс (ширма) (松林図 屏風), Хасеґава Тохаку, бл.1595

Ґейдо (яп. 芸道) — термін на позначення традиційних японських мистецьких дисциплін: Но (яп. 能) (театр), кадо (яп. 華道) (в Україні відомий, як Ікебана), шодо (яп. 書道) (японська каліграфія), садо (яп. 茶道) (японська чайна церемонія), та якімоно (яп. 焼物) (японське гончарство). Всі ці дисципліни наділені етичними та естетичними конотаціями та навчають цінувати сам процес творення. Розвиваючи дисципліну в процесі тренування, японські воїни наслідували приклад інших мистецтв, в яких практика систематизувалася через певну послідовність рухів чи форм — ката (пор. значення послідовності рухів при чайній церемонії). Вивчення бойових технік включало в себе підхід мистецтв «ґейдо» та поєднання естетичних концепцій (напр. юґен) з філософією мистецтв (ґейдо рон). Це призвело до того, що бойові техніки стали сприйматися як бойові мистецтва. Всі ці види мистецтв є формою мовчазної комунікації.

## Естетика і японська культурна ідентичність
За своєю природою естетика для Японії має ширшу значущість, ніж на Заході. Так, наприклад, в одній зі своїх праць Ейко Ікеґамі розкриває складну історію суспільного життя Японії, в якій естетичні ідеали стали центральними для культурної ідентичності Японії. Ейко Ікеґамі показує, як переплетення театрального мистецтва, чайної церемонії та поезії підспудно формувало культурні практики, а також японське розуміння того, наскільки ввічливість і політика є нероздільними. На її думку, ті сфери суспільного життя (як наприклад, мистецтво й політика), які на Заході виступають відокремлено, в Японії були і є інтегрованими.
Дослідники відзначають, що після впровадження західних ідеалів у Японії, естетичні ідеали «вабі-сабі» були значною мірою переглянуті. Тому недавні інтерпретації естетичних ідеалів неминуче відображають іудео-християнську перспективу та західну філософію